# Marc Pubill
Marc Pubill Pagès (ur. 20 czerwca 2003 w Terrassie) – hiszpański piłkarz występujący na pozycji obrońcy w hiszpańskim klubie Atletico Madryt oraz w reprezentacji Hiszpanii U-21. Uczestnik Letnich Igrzysk Olimpijskich 2024 w Paryżu.

## Kariera klubowa
Marc Pubill w swojej juniorskiej karierze grał w takich klubach jak CE Maneresa, RCD Espanyol, Gimnàstic Manresa. Później grał również w młodzieżowych drużynach Levante. W rezerwach tego ostatniego zadebiutował 13 grudnia 2020 roku w meczu 9. kolejki Segunda División B przeciwko Hércules CF. Marc wszedł na boisko w 79. minucie za Alfredo Gutiérreza, a spotkanie to zakończyło się wynikiem 0:1 dla Hércules CF. 
17 października 2021 roku strzelił swoją pierwszą bramkę w karierze seniorskiej również przeciwko Hércules CF. Dokonał tego w 80. minucie, a całe spotkanie zakończyło się wynikiem 3:0 dla Levante. 

### Levante UD
W grudniu 2021 roku został powołany do pierwszego zespołu Levante UD na mecz 18. kolejki Primera División przeciwko Valencii CF, w którym wybiegł na boisko od pierwszej minuty i zagrał całe spotkanie, które zakończyło się wynikiem 3:4 dla Valencii. Był to jego debiut w seniorskich barwach Granotes. 
Pierwszego gola ligowego w seniorskiej drużynie Levante Pubill strzelił 5 lutego 2023 roku w ramach 26. kolejki Segunda Divisón w meczu z FC Cartageną. Dokonał tego w 47. minucie, a asystował mu Jorge de Frutos. Był to gol otwierający wynik spotkania, które ostatecznie zakończyło się wygraną Levante 2:1.

### UD Almería
9 sierpnia 2023 roku hiszpański klub UD Almería kupił Marca Pubilla za 5 mln €, a ten związał się z klubem sześcioletnią umową. 
Swój debiut w barwach Indálicos zaliczył 11 sierpnia 2023 roku w meczu 1. kolejki La Ligi z Rayo Vallecano, w którym wszedł z ławki w 66. minucie za Alejandro Pozo. Spotkanie to zakończyło się wynikiem 0:2 dla Rayo.
Pubill pierwsze ligowe trafienie zaliczył 18 lutego 2024 roku w ramach meczu 25. kolejki Primera División przeciwko Granadzie CF. Do siatki trafił w 9. minucie. Asystował mu Sergio Arribas, a spotkanie to skończyło się ostatecznie wynikiem 1:1. Pubill zagrał cały mecz.

### Atlético Madryt
23 lipca 2025 roku Atlético Madryt ogłosiło pozyskanie Marca Pubilla za kwotę 16 milionów €. Zawodnik podpisał kontrakt obowiązujący do 2030 roku.

## Kariera reprezentacyjna
Marc Pubill reprezentował Hiszpanię na poziomie U-19, a obecnie jest jej reprezentantem na szczeblu U-21.
27 lipca 2024 zostało ogłoszone jego powołanie do reprezentacji Hiszpanii na Igrzyska Olimpijskie w Paryżu, na których 9 sierpnia zdobył złoty medal. Marc Pubill zagrał 5 meczów i strzelił jedną bramkę. Jedynego gola zdobył w meczu grupowym przeciwko reprezentacji Uzbekistanu. Asystował mu Abel Ruiz, a spotkanie zakończyło się wynikiem 2:1 dla Hiszpanów.

### Reprezentacja Hiszpanii U-19
Pubill w reprezentacji Hiszpanii U-19 zadebiutował 26 października 2021 roku w przegranym 0:1 meczu z reprezentacją Izraela U-19. Wszedł na boisko po przerwie za Marcosa Sáncheza.

### Reprezentacja Hiszpanii U-21
Marc do reprezentacji Hiszpanii U-21 został powołany w marcu 2024 roku, a zadebiutował 21 marca 2024 roku w przegranym 0:2 meczu z reprezentacją Słowacji U-21. Pubill pojawił się na boisku po przerwie, kiedy to zmienił Diego Lópeza. Pubill był zawodnikiem reprezentacji Hiszpanii U-21 podczas Mistrzostw Europy U-21 w Piłce Nożnej 2025. W turnieju wystąpił w czterech meczach i zdobył jedną bramkę – w spotkaniu przeciwko gospodarzom, reprezentacji Słowacji U-21, zakończonym zwycięstwem Hiszpanii 3:2.